# Segundo

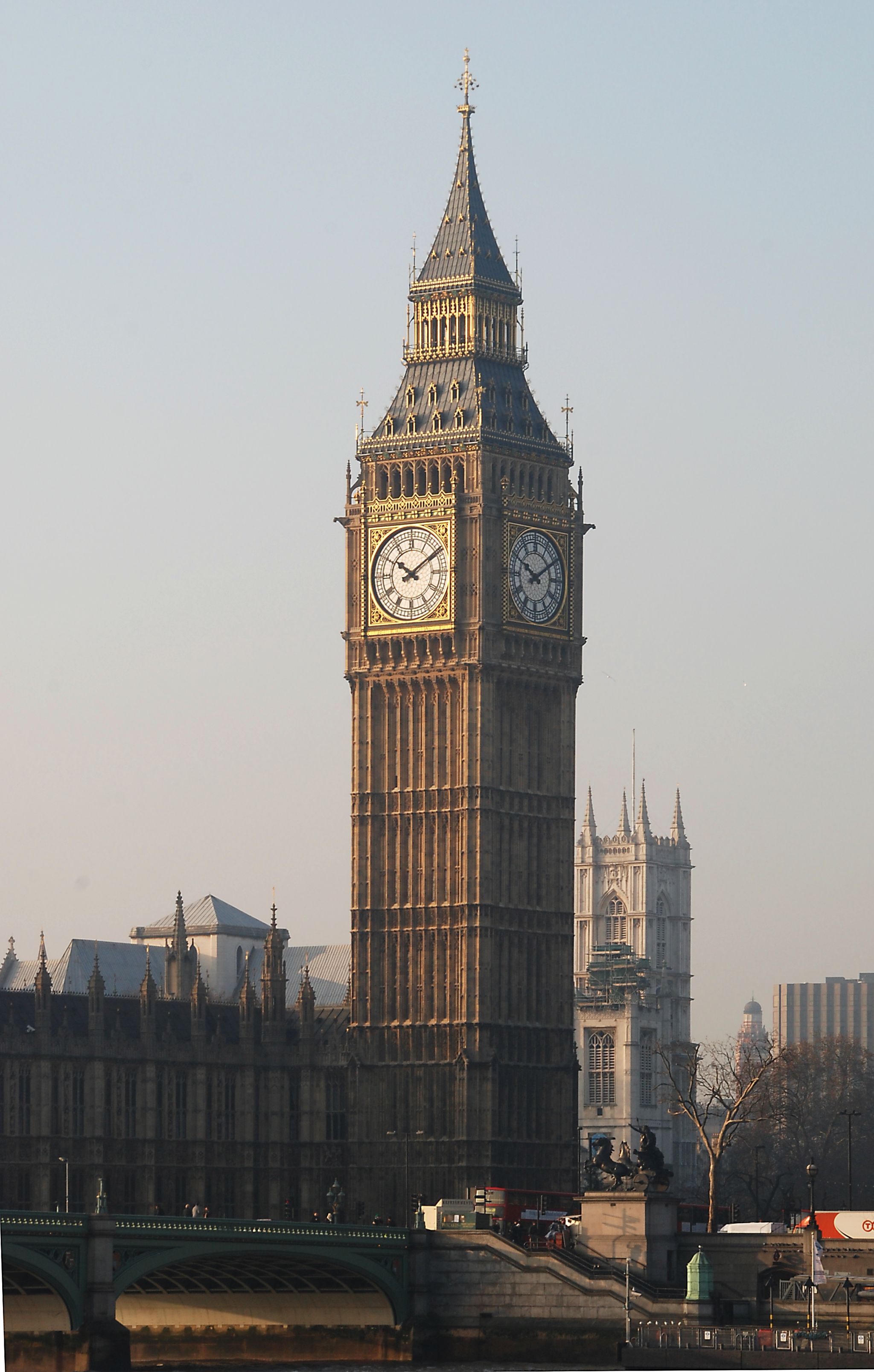
Big Ben, o relógio que é um símbolo mundial na determinação do tempo

Segundo (símbolo: s) é a unidade de medida de tempo no Sistema Internacional de Unidades (francês: Système International d'unités), comumente entendida e historicamente definida como 1⁄86400 de um dia — este fator derivado primeiro da divisão do dia em 24 horas, depois de horas em 60 minutos e finalmente minutos para 60 segundos cada. Os relógios analógicos costumam ter sessenta marcas em seus mostradores, representando os segundos (e também os minutos), e um "ponteiro dos segundos" para marcar a passagem do tempo em segundos. Relógios analógicos e relógios digitais geralmente têm um contador de segundos de dois dígitos. O segundo também faz parte de várias outras unidades de medida, como metros por segundo para velocidade, metros por segundo para aceleração e ciclos por segundo para frequência.
Embora a definição histórica da unidade tenha sido baseada nesta divisão do ciclo de rotação da Terra, a definição formal de segundo pelo Sistema Internacional de Unidades (SI) é a duração de 9 192 631 770 períodos da radiação correspondente à transição entre os dois níveis hiperfinos do estado fundamental do átomo de césio-133.

## História
Desde a pré-história, o homem busca realizar a contagem do tempo e, para isto, utiliza medidas. Os sumérios, residentes na mesopotâmia, foram um dos primeiros povos a elaborar um calendário. Ao longo de toda a história, as unidades criadas pelos povos para medir o tempo basearam-se em fenômenos celestes.

## Antes do relógio mecânico
Os egípcios subdividiam o dia e a noite em períodos de doze horas cada um desde pelo menos 2000 a.C., o que levava a que a duração de uma hora variasse com a estação do ano. Os astrônomos gregos Hiparco (c. 150 a.C.) e Ptolemeu (c. 150 d.C.) subdividiram o dia de maneira sexagesimal e usaram a hora média como  (1⁄24 dia), frações de hora (1⁄4, 2⁄3, etc.) e tempo-graus (1⁄360 dia ou quatro segundos modernos), mas não minutos modernos ou  segundos.
O dia foi subdividido sexagesimalmente, ou seja por 1⁄60, depois 1⁄60, depois 1⁄60 sucessivamente, até 6 casas depois do ponto sexagesimal (uma precisão de mais de 2 microsegundos) pelos babilônios depois de 300 a.C.. Os babilônios não usavam a hora, mas usavam a hora-dupla (120 minutos), o minuto grau (4 minutos) e a cevada com duração de 31⁄3 de segundo  (equivalente ao helek hebraico), porém não subdividiam de maneira sexagesimal essas unidades menores de tempo.
No ano 1000, o erudito persa al-Biruni calculou as luas novas de semanas específicas como sendo um número de dias, horas, minutos, segundos, terços e quartos depois do meio-dia de domingo. Em 1267, o cientista medieval Roger Bacon definiu o horário de luas cheias como um número de horas, minutos, segundos, terços e quartos (horae, minuta, secunda, tertia, e quarta) depois do meio-dia de datas específicas do calendário. Apesar de um terço de  1⁄60 de segundo permanece em algumas línguas, como por exemplo polonês (tercja) e turco (salise), o segundo moderno é subdividido decimalmente.

## O segundo contemporâneo
Historicamente, o segundo era entendido como 1/86400 de um dia solar médio (ou 1/3600 de uma hora, ou 1/60 de um minuto), sendo assim definido em relação às dimensões e a rotação da Terra.
Note-se que o dia solar não é exatamente o tempo da rotação da Terra; a diferença entre ambas as medidas se dá pelo fato de que, ao longo de um dia, a Terra percorre uma fração de sua translação em torno do sol.
No entanto, entendeu-se que a rotação terrestre era demasiadamente imprecisa e por isso se optou por usar uma fração da revolução da Terra em torno do Sol, definindo-se (em 1954 e ratificado em 1960 pela 11ª Conferência Geral de Pesos e Medidas) o segundo como 1/31 556 925,9747 do tempo que levou a Terra a girar em torno do Sol a partir das 12 horas do dia 4 de janeiro de 1900.
Com o desenvolvimento de relógios atómicos, tornou-se mais fácil medir a duração da transição entre dois níveis de energia de um átomo ou molécula. Isto tornou também possível medir o tempo com maior precisão que utilizando a definição corrente. Assim, a 13ª Conferência Geral de Pesos e Medidas, em 1967, substituiu a definição do segundo:
| “ | O segundo é a duração de 9 192 631 770 períodos da radiação correspondente à transição entre dois níveis hiperfinos do estado fundamental do átomo de césio 133. | ” |

O Comitê Internacional de Pesos e Medidas, em 1997, afirmou que a definição do segundo refere-se ao átomo de césio cuja temperatura termodinâmica seja igual a 0 K.
O símbolo ν (hfs Cs) é utilizado para designar a frequência de transição hiperfina do átomo de césio no estado fundamental.

## Múltiplos e submúltiplos
- Um microssegundo é uma unidade de tempo do SI igual a um milionésimo (10−6) de segundo. É frequentemente usado para medir fenômenos como reações químicas e atômicas, que ocorrem normalmente em intervalos imperceptíveis de tempo.
- O uso do nanossegundo é muito comum, especialmente na área de telecomunicações, pulsos de lasers e algumas áreas da eletrônica. Em 1 ns, a luz percorre 29,9792458 cm exatos no vácuo (pela definição do metro). Mas a velocidade da luz é menor quando dentro de materiais, indicado por um índice de refração maior que 1. Assim, no ar (1,003), a luz viaja 29,89 cm em 1 ns, mas percorre "apenas" 22,54 cm na água (1,33) cada nanossegundo.

- As ondas de luz visível oscilam com períodos em torno de 1 fentossegundo.

| Múltiplo | Equivalente decimal        | Nome          | Símbolo |
| -------- | -------------------------- | ------------- | ------- |
| 10−3     | 0,001                      | milissegundo  | ms      |
| 10−6     | 0,000001                   | microssegundo | µs      |
| 10−9     | 0,000000001                | nanossegundo  | ns      |
| 10−12    | 0,000000000001             | picossegundo  | ps      |
| 10−15    | 0,000000000000001          | fentossegundo | fs      |
| 10−18    | 0,000000000000000001       | atossegundo   | as      |
| 10−21    | 0,000000000000000000001    | zeptossegundo | zs      |
| 10−24    | 0,000000000000000000000001 | yoctossegundo | ys      |

## Ajustes
Um segundo bissexto, também chamado segundo intercalar ou segundo adicional é um ajuste de um segundo para manter os padrões de contagem de tempo próximos ao tempo solar. Os segundos bissextos são necessários para manter os padrões sincronizados com os calendários civis, cuja base é astronômica.

## Aplicações
A Era UNIX teve início no dia a 1 de janeiro de 1970. O nome se deve ao fato de esta data, dia 1 de janeiro de 1970 às 00:00:00 do Tempo Universal Coordenado (UTC) no calendário gregoriano proléptico, ser o marco zero do sistema de calendário usado pelo sistema operacional UNIX. Também pode ser chamada de era POSIX.
O horário Unix, definido como o número de segundos passados desde o epoch, não considerando segundos bissextos, é largamente utilizado em sistema operacionais do tipo Unix bem como em outros sistemas. Ele não é uma representação linear nem uma representação verdadeira do tempo UTC, por não considerar os segundos bissextos (e.g. 31-12-1998-12 23:59:60).